# Micropterix eatoniella
Micropterix eatoniella és una espècie d'arna de la família Micropterigidae. Va ser descrita per Heath l'any 1986.
És una espècie endèmica d'Annaba (Algèria).